# Cock Sparrer
A Cock Sparrer (vagy Cock Sparrow) angol punkegyüttes. 1972-ben alakultak meg a londoni East End városrészben. A hardcore punkon kívül játszanak még a punk rock és a hasonló Oi! műfajban is. Első nagylemezüket 1978-ban jelentették meg. Lemezkiadóik: DECCA Records, Carrere Records, Razor Records, Bitzcore Records, Captain Oi!.  Fő zenei hatásukként a klasszikus rockegyütteseket, például a Small Facest és a The Whot jelölték meg. Zenéjükben pub rock, glam rock és beatzenei elemek is felismerhetőek.
2024-es nagylemezük a 96-odik helyet szerezte meg a brit slágerlistán.

## Tagok
- Colin McFaull – ének (1972–1978, 1982–1984, 1992–)
- Mick Beaufoy – gitár, vokál (1972–1978, 1982–1983, 1992–)
- Daryl Smith – ritmusgitár, vokál (1992–)
- Steve Burgess – basszusgitár, vokál  (1972–1978, 1982–1984, 1992–)
- Steve Bruce – dobok (1972–1978, 1982, 1984, 1992–)

## Diszkográfia

### Stúdióalbumok
- Cock Sparrer (1978)
- Shock Troops (1983)
- Running Riot in '84 (1984)
- Guilty as Charged (1994)
- Two Monkeys (1997)
- Here We Stand (2007)
- Forever (2017)
- Hand on Heart (2024)